# Nostitz (Familienname)
Nostitz ist ein deutscher Familienname.

## Namensträger
- Albert von Nostitz-Rieneck (1807–1871), Oberstlandmarschall von Böhmen
- Alfred von Nostitz-Wallwitz (1870–1953), deutscher Politiker
- August Ludwig von Nostitz (1777–1866), königlich preußischer General der Kavallerie
- Benno von Nostitz-Wallwitz (1865–1955), deutscher Verwaltungsbeamter
- Christoph Wenzel von Nostitz-Rokitnitz (1648–1712), Kammerherr und kaiserlicher Geheimrat
- Eberhard Graf von Nostitz (1906–1983), deutscher Offizier
- Eduard von Nostitz und Jänckendorf (1791–1858), sächsischer Jurist und Politiker, Herr auf Oppach
- Erwein Nostitz-Rieneck (1863–1931), österreichisch-böhmischer Politiker und Industrieller
- Franz Anton von Nostitz-Rieneck (1725–1794), böhmischer Adliger und Mäzen
- Friedrich Moritz von Nostitz-Rieneck (1728–1796), österreichischer Feldmarschall und Hofkriegsratspräsident
- Gottfried von Nostitz-Drzewiecky (1902–1976), deutscher Diplomat
- Gottlob Adolf Ernst von Nostitz und Jänkendorf (Arthur vom Nordstern; 1765–1836), sächsischer Politiker, Literat
- Gottwald Adolph von Nostitz (1691–1770), dänisch-norwegischer Generalleutnant, Gouverneur der Festung Glückstadt
- Gustav von Nostitz-Wallwitz (1789–1858), 1839–1846 sächsischer Kriegsminister
- Gustav Adolf von Nostitz-Wallwitz (1898–1945), deutscher Generalmajor
- Helene von Nostitz (1878–1944), deutsche Schriftstellerin und Salonière
- Hermann von Nostitz-Rieneck (1812–1895), österreichischer General
- Hermann von Nostitz-Wallwitz (1826–1906), sächsischer Innenminister
- Johann Carl Adolf von Nostitz (1743–1800), sächsischer Major sowie Gutsherr Groß Radischs
- Johann Karl Gottlob von Nostitz-Jänkendorf (1754–1840), sächsischer Gutsbesitzer
- Johann von Nostitz-Rieneck (1847–1915), kaiserlich und königlicher Feldmarschallleutnant
- Johann Hartwig von Nostitz-Rieneck (1610–1683), Oberstkanzler von Böhmen und Geheimrat des Kaisers Leopolds I.
- Johann Nepomuk von Nostitz-Rieneck (1768–1840), kaiserlich-österreichischer Feldmarschallleutnant
- Julius Gottlob von Nostitz und Jänkendorf (1797–1870), sächsischer Gesandter beim Bundestag des Deutschen Bundes
- Karl von Wiedebach und Nostitz-Jänkendorf (1844–1910), deutscher Gutsbesitzer, Beamter und Politiker
- Kaspar von Nostitz (Hauptmann) (1430–1490), Söldnerführer des Deutschen Ordens, Hauptmann von Görlitz und Bautzen, schlesischer Feldhauptmann
- Kaspar von Nostitz (Kammerrat) (1500–1588), Kammerrat Albrechts von Preußen
- Maria-Anna von Nostitz-Rieneck (1882–1952), Philanthropin
- Oswald von Nostitz-Wallwitz (1830–1885), sächsischer Diplomat und Politiker
- Oswalt von Nostitz (1908–1997), deutscher Diplomat, Schriftsteller und Übersetzer
- Paul von Wiedebach und Nostitz-Jänkendorf (1848–1923), deutscher Gutsbesitzer, Beamter und Politiker
- Rudolph Heinrich von Nostitz (1674–1750), königlich-polnischer und kurfürstlich-sächsischer Kreishauptmann
- Siegfried von Nostitz (1905–1993), deutscher Diplomat
- Sophie Nostitz-Rieneck (1901–1990), österreichische Tochter des Thronfolgers Franz Ferdinand